# Джон Бойд (діяч української еміграції)
Джон Бойд (Бойчук Іван Іванович; 26 січня 1913, Едмонтон) — діяч української еміграції і робітничого руху в Канаді.

## Біографія
Народився в Едмонтоні (Канада) в сім'ї шахтаря. З молодих років брав участь у роботі молодіжних та інших організацій. З 1930 очолював секцію молоді Товариства Український Робітничо-Фермерський дім (ТУРФДім) і редагував журнал «Світ молоді» (1930—1932 — під назвою «Бойова молодь») у Вінніпегу. Один з організаторів Спілки комуністичної молоді Канади (1933); з 1934 — редактор її органу «Янг Уоркер» («Young Worker» — «Молодий робітник»). У 1936 вступив до Компартії Канади. 1944 обраний членом Ради освіти в Торонто.
З 1948 Бойд — секретар Канадського слов'янського комітету, який він представляв на міжнародних конгресах і конференціях прихильників миру.
З 1957 — член Національного Комітету Робітничої прогресивної партії Канади, з 1958 — помічник редактора її центрального органу «Кенейдієн Трібюн» («Canadian Tribune» — «Канадська трибуна»).